# Kurt Russ
Pour les articles homonymes, voir Russ (homonymie).
Kurt Russ, né le 23 novembre 1964 à Langenwang (Autriche), est un footballeur autrichien, qui évoluait au poste de défenseur au FC Swarovski Tirol et en équipe d'Autriche.
Russ n'a marqué aucun but lors de ses vingt-huit sélections avec l'équipe d'Autriche entre 1988 et 1991.

## Carrière
- 1986-1988 :  Kapfenberger SV
- 1988-1990 :  First Vienna FC
- 1990-1992 :  Swarovski Tirol
- 1992-1993 :  Wacker Innsbruck|
- 1993-1994 :  Tirol Innsbruck|
- 1994-1998 :  LASK Linz

## Palmarès

### En équipe nationale
- 28 sélections et 0 but avec l'équipe d'Autriche entre 1988 et 1991.